# 揖斐関ヶ原養老国定公園
揖斐関ヶ原養老国定公園（いびせきがはらようろうこくていこうえん）は、岐阜県南西部を区域とする国定公園である。1970年（昭和45年）12月28日に、愛知高原国定公園・室生赤目青山国定公園・大和青垣国定公園と同時に指定された。
濃尾平野の北西外縁部の揖斐川一帯の渓谷、関ヶ原古戦場、そして養老の滝で知られる養老渓谷を中心とした自然公園である。しかし、国土軸の自然を保護するため設けられた東海自然歩道構想に基づく典型的な国定公園であり、景勝地としての見所は少ない。
公園内には歴史的な資産が多く、関ヶ原古戦場を始め、不破関跡、美濃国一宮の南宮大社、美濃の正倉院との異名をとる横蔵寺、西国三十三所の結願所である華厳寺などの見所がある。
養老の滝には非常に有名な孝行息子の物語が伝わっている。

## 地理

### 所在地
- 大垣市、本巣市、海津市
- 養老郡 養老町
- 不破郡 垂井町、関ケ原町
- 揖斐郡 揖斐川町、池田町

### 主な山
- 妙法ヶ岳 （667m）
- 池田山（924m）
- 養老山（859m）

### 主な川
- 揖斐川
- 粕川
- 牧田川

## 主な見所
- 横蔵寺（揖斐郡揖斐川町）
- 華厳寺（揖斐郡揖斐川町）
- 揖斐峡（揖斐郡揖斐川町）
- 高橋渓谷（揖斐郡揖斐川町）
- 霞間ヶ渓（揖斐郡池田町）
- 南宮大社（不破郡垂井町）
- 不破の滝（不破郡垂井町）
- 関ヶ原古戦場（不破郡関ケ原町）
- 不破関跡（不破郡関ケ原町）
- 多良峡（大垣市）
- 養老の滝（養老郡養老町）
- 菊水泉（養老郡養老町）